# Nikolai Michailowitsch Korobow
Nikolai Michailowitsch Korobow, russisch Николай Михайлович Коробов, englische Transkription Nikolay Korobov, (* 23. November 1917 in Moskau; † 25. Oktober 2004 ebenda) war ein russischer Mathematiker.

## Leben
Korobow gewann 1935 die Mathematikolympiade in Moskau und begann an der Lomonossow-Universität zu studieren mit dem Abschluss 1941. Er war im Zweiten Weltkrieg Soldat und unterrichtete an einer Militärakademie und wurde 1948 bei Alexander Ossipowitsch Gelfond an der Lomonossow-Universität promoviert.  1953 habilitierte er sich und 1955 wurde er Professor an der Lomonossow-Universität. Außerdem war er ab 1948 am  Steklow-Institut und lehrte außer an der Lomonossow-Universität an weiteren Hochschulen in Moskau wie dem Moskauer Pädagogischen Hochschule, der Staatlichen Technischen Universität (Bauman MSTU) und dem Energieinstitut.
Er befasste sich mit Zahlentheorie und trigonometrischen Summen.
Zu seinen Doktoranden zählen Anatoli Alexejewitsch Karazuba und Igor Shparlinski.

## Schriften
- Theoretische Methoden der Approximationstheorie (Russisch), Moskau 1963
- Exponential sums and their applications, Kluwer 1992